# 向阳之树
《向阳之树》是日本漫画家手冢治虫创作的长篇漫画作品。讲述了德川幕府末期的武士伊武谷万二郎与医生手冢良庵之间的故事。手冢也凭借着这本漫画获得了1984年小学馆漫画赏青年漫画部一般漫畫赏。
书中的部分故事基于手冢的曾祖父—手冢良庵，他是当时日本支持推动和学习西方医学的兰医之一。“向阳之树”是手冢的隐喻，他将德川幕府比作一棵年迈的古樟树，虽沐浴阳光并抵御风雨侵袭长达300年，但却因白蚁对其内部的蚕食下慢慢死去。

## 概要
本书最初在《Big Comic》1981年4月25日至1986年12月25日期間上连载，并获得了第29届(昭和58年)小学馆漫画赏青年漫画部普通漫画赏。其讲述了两名生活在十九世纪中后期社会大变革中的两个年轻人改变时代的故事。作为故事的两个主人公，手冢良庵博士是一个对西方医学十分感兴趣的医学生，而伊武谷万二郎则是一个坚持传统和荣耀为的武士。他们同时遇见并爱上了一个女人—阿石，也因此而反目成仇。手冢在这部漫画使用了和《三个阿道夫》相似的人设，他通过万二郎和良庵的对比，使故事展现的更加鲜活而深刻。

## 登场人物

### 虚构人物
伊武谷万二郎
常陆国藩士。他因疏散安政大地震安政大地震中的灾民有功而受到幕府当局的认可，并被提拔为下关的美国使节的警卫。他虽然是攘夷派，却积极地与美国大使进行交流、增进友谊，并成功地招待了挑剔的美国使节。随后，他又回到江户参加了新创建的幕府军步兵军团。他立志改革日本幕府，效忠幕府到最后一刻。故事直到结尾只记载到他最后参加彰义队，而并未说明他的生死。有传闻说他最后去了虾夷。
他性格直率，不善处世，却有和剑一般坚韧的品格，诚实的个性甚至触动了当时要人和外国人。万二郎本是攘夷派，但经过与哈里斯和亨利·赫斯肯等人的交谈之后，改为支持开国的国策以维护幕府统治。此外，他还可以与外国人用英语寒暄。
伊武谷千三郎
万二郎之父，一个和万二郎一样坚韧的武士，为了保护手冢良仙，被刺客所杀。
庄助
永泽村的村长，曾协助万二郎创建步兵队。
多纪诚齐
反对人痘接种术的的汉方医， 医学馆副督察，思想狭隘，将兰医视为敌，并从内心里排斥兰医。最终因自己坚持用汉方医治疗自己的霍乱失败而死。
多纪元迫
虽然和诚齐一起迫害兰医，但在中途承认了兰医的优越性，并希望协助兰医。
十三奴
曾根崎新地的妓女。曾是良庵的病人，后因汉方医的误诊而死。
星鶴
曾根崎新地的妓女。
豆鶴
曾根崎新地的妓女。
丑久保陶兵卫（山犬陶兵卫）
擅长新田宫流居合术，因妻子被兰医误诊身亡而对兰学家和外国人怀恨在心。
佐伯甚七郎
府中潘江门堵的家老。他是一个为了自己的生存和出人头地四处奔波的人物，在万二郎因安政大狱而连坐之时，他把万二郎当成了累赘，并与他脱离关系。
お品
大阪商人的女儿，喜欢在安政大地震中救了自己一命的伊武谷万二郎。虽被陶兵卫所侵犯，但为了保护万二郎，甘愿成为陶兵卫的妻子。 陶兵卫死后，因对未来感到悲观而杀死了自己的孩子，后去往参加彰义队的万二郎家中，并在那里战死。
お紺
良庵在大阪认识的夜鹰。 一个既有勇气又有商业天赋的女人。 良庵在江户品川开了料亭丰屋，经常光顾店里。 患上霍乱后到良庵接受治疗，还接受了去除臀部刺青的手术等，结下了不解之缘。
平助
下田的猎人，憧憬武士，万二郎随从。 他是一个上了年纪小个子男人，擅长使用一把太刀。
伝吉
南町奉行所与力的得力助手。
保谷兵吾
南町奉行所与力的手下，为人忠诚。
磯貝長八郎
井伊・長野的心腹。
多磨屋成吉
为了成为多模屋的主人而杀了自己的继父，是一个性格恶毒的人。
井上辰蔵
永泽村的百姓。歩兵隊的参与者。
田上権十郎
永泽村的百姓。歩兵隊的参与者。
小林清吉郎
永泽村的百姓。歩兵隊的参与者。

### 真实人物
手塚良庵→手塚良仙
日本江户时期的一兰医。通过适塾向绪方洪庵学习兰学 。他和他的父亲良仙一起参与了创建种痘所(现在的西洋医学所和东京大学附属医院)的工作。 在父亲死后继承了"良仙"的名字.良庵虽与万二郎是情敌，并因此而互相争吵，却是他难得的知己。 他平日间不修边幅，喜欢风花雪月，但在关键时刻表现却常常临危不惧。漫画的最后一部分讲述了手冢曾祖父的真实故事。
手塚良仙
良庵之父，热衷于修建疫苗接种中心，是游说幕府设立种痘所的核心人物，在他的努力下，种痘所终于建成。后来因中风而客死他乡。
お中
良庵之母，一个性格开朗的女性，后因患霍乱而死。
おつね
良庵之妻子，是一个性格平庸、容易冲动的女人。喜欢看戏剧。她和良庵的感情很好，但是会因为良庵常常出轨而经常与他吵架。
海香
良庵之妹。
玉江
良庵之妹。
大槻俊斎
海香之夫，兰医和天花疫苗研究所的创始人之一。 在种痘所开设以后，他被任命为该所的所长。
手塚良斎
玉江的丈夫与良仙的养子，兰医。
千葉周作
玄武馆玄武馆的创始人，在故事的结尾处出现。
清河八郎
千叶周作门下的高徒，擅长北辰一刀流剑术，末代幕府的谋士。 在故事的开头和万二郎相对质。他后来组建并率领浪士组上京。
小野鉄太郎→山岡鉄太郎
千葉周作的高徒，擅长剑术。他很欣赏万二郎的品格，与万二郎互为好友并以其师父的身份与他建立了深厚的友谊。曾一度参加浪士组，后来带着必胜的信念坐船返回江户。
原田磊蔵
良庵在適塾时代的同学。
緒方洪庵
兰医和兰学家。他曾在大阪开设适塾，终生致力于人痘接种术，是良庵的恩师。 后来，他被任命为西洋医学的行政总裁。
八重
洪庵之妻子。一个温柔、爱护他人的人，深受学生们的爱戴。
大鳥圭介
良庵在适塾时代的同学。
福澤諭吉
良庵在适塾时代时的好友，在乘坐咸临丸前往美国之后，他回到日本并设立了庆应义塾。  此外，漫画中的良仙在游廓所用的化名和被妓女所欺骗的情节均源自于《福翁自传》
伊東玄朴
一个贪婪而热衷于名誉的兰医。他向井伊报告了创立种痘所的事情，并凭借此举被提携为内科医生和法印。
多紀元堅
医学馆总裁，多纪派的重要人物。
多紀元琰
内科医生和前法印，多纪派的主要人物。
楠音次郎
一个无赖浪人，小野派一刀流的使者，以寻找兰医为目标。他因在白昼堂光天化日之下强奸民女而和万二郎结下梁子，和万二郎父亲的死有着很大的干系，因而两人有着很大的瓜葛。他后来成为真忠组的头目并再次与万二郎展开对决。
藤田東湖
万二郎所尊崇的水户学第一人。万二郎经常朗诵他的中国诗句， 在安政大地震中为保护老母而被倒塌的房屋压死。
阿部正弘
开明的幕府老中。再听说了万二郎的故事之后，想尽办法将他拉拢到攘夷派。
徳川斉昭
水户藩在幕府的重臣，攘夷派。
堀田正睦
幕府众老中之首，绰号“兰癖”，十分喜欢兰学。
汤森·哈里斯
作为美国公使而前往访问日本的外交官。他顽固的性格使幕府的交涉人员左右为难。初来江户时，由于幕府的笨拙而愤怒，并想返回美国。后来在万二郎带领他参观富士山之后，改变了自己对日本的看法。 此后，他把万二郎视作在装腔作势的日本人中唯一的例外。
亨利·赫斯肯
哈里斯的翻译，起初他和万二郎因为文化差异而闹翻，但随着时间的推移，两人建立了很浓厚友谊，他对攘夷派的看法也逐渐改观。虽然有着很强的作为外交官的使命感，但却经常在女人面前失去自己的操守，后被攘夷派暗杀。
井上信濃守
下田奉行。
森山多吉郎
调役和通词。为人精明能干但却十分骄傲。曾在幕后密谋以试图限制哈里斯和其他外国使臣的行动自由。
橋本左内
适塾出身的福井藩士。他邀请万二郎加入一桥派一同推进幕府改革。后在安政大狱中被斩首。
勝麟太郎→勝海舟
一个能力杰出的幕府大臣，曾在江户城帮助不知所措的万二郎，之后也一直与他保持联系。
川路聖謨
一个清廉的改革派幕府大臣，帮助良庵等人建立种痘所。
德川家定
体弱多病的第十三代将军。御殿医和兰医围绕着他的病展开了激烈的论战。此外，当时发现他所得的病的一个症状是肾上腺功能紊乱。
西郷吉之助→西郷隆盛
萨摩的藩士，他对万二郎的人品和能力都有很高的评价，并曾向万二郎暗示他已被纳入一桥派一边。虽然在安政大狱后的长州征讨时也敦促过万二郎加入萨摩阀，但却始终与试图改革幕府的万二郎对立，并在最后与上野战争对峙。
井伊直弼　　
反对西方，行为保守的彦根藩主。虽然在就任大老之后转变为支持开国，但却在暗地里中饱私囊。
長野主膳
井伊的爪牙，以“危险分子”之名将万二郎投入监狱。
安藤広重
浮世绘画师，因患霍乱不治身亡。
梅田雲浜
前小滨藩士。在安政大狱中被捕。
高橋多一郎高橋多一郎
水户藩士，他将万二郎带来的有关井伊一派受贿的证据转交给安岛，樱田门外之变的主谋。

## 出版書籍
- Big Comics《向陽之樹》全11卷（小學館）

| 卷數 | 小學館     | 小學館             |
| 卷數 | 發售日期   | ISBN               |
| ---- | ---------- | ------------------ |
| 1    | 1983年5月  | ISBN 4-09-180601-5 |
| 2    | 1983年10月 | ISBN 4-09-180602-3 |
| 3    | 1983年11月 | ISBN 4-09-180603-1 |
| 4    | 1983年12月 | ISBN 4-09-180604-X |
| 5    | 1984年3月  | ISBN 4-09-180605-8 |
| 6    | 1984年12月 | ISBN 4-09-180606-6 |
| 7    | 1985年2月  | ISBN 4-09-180607-4 |
| 8    | 1986年2月  | ISBN 4-09-180608-2 |
| 9    | 1986年4月  | ISBN 4-09-180609-0 |
| 10   | 1986年11月 | ISBN 4-09-180610-4 |
| 11   | 1987年4月  | ISBN 4-09-181271-6 |

- 小学館叢書《向陽之樹》全7卷（小學館）
- 手塚治虫漫画全集《向陽之樹》全11卷（講談社）
- 小學館文庫《向陽之樹》全8卷（小學館）
- Big Comics Wide《向陽之樹》全6卷（小學館）
- 手塚治虫文庫全集《向陽之樹》全6卷（講談社）

## 電視動畫
於2000年改编成了全25集的電視動畫，由杉井儀三郎导演，2000年4月4日至9月19日在日本电视台上播出。隨後，VAP又在同年6月21日至次年2月21日期間發布了該動畫作品的DVD。DVD共9张，每張包含2到3集動畫。
動畫獲得第4回日本新媒體動漫藝術節動畫部門優秀賞。手塚製作並未參與本作制作。

### 配音
- 手塚良庵：山寺宏一
- 伊武谷万二郎：宮本充
- ：折笠富美子
- 手塚良仙：永井一郎
- ：松本梨香
- 丑久保陶兵衛：納谷六朗
- 伊武谷千三郎：大木民夫
- ：堀越真己
- 万二郎之母：幸田直子
- ：三石琴乃
- ：澤海陽子
- 綾：根谷美智子
- 清河八郎：家中宏
- 山岡鐵太郎（山岡鐵舟）：關智一
- 多紀誠齊：鄉里大輔
- 多紀元迫：小形滿
- 大槻俊齋：小形滿
- 緒方洪庵：有本欽隆
- 緒方八重：吳林卓美
- 大鳥圭介：前田剛
- 福澤諭吉：志村和幸
- 原田磊藏：高瀨右光（第4話）→梅津秀行（第8・19・20話）
- 伊東玄朴：牛山茂
- 楠音次郎：檜山修之
- 藤田東湖：田原Aruno
- 阿部正弘：楠見尚己
- 堀田正睦：澤木郁也
- 湯森·哈里斯：梁田清之
- 亨利·赫斯肯：小形滿
- 橋本左内：二又一成
- 勝海舟：小杉十郎太
- 川路聖謨：田原Aruno
- 德川家定：津田健次郎
- 西鄉隆盛：屋良有作
- 井伊直弼：加藤精三
- 安島帶刀：岩田安生
- 芹澤鴨：梁田清之
- 大村益次郎：坂東尚樹（第19話）→小村哲生（第25話）
- 坂本龍馬：井上倫宏
- ：坂東尚樹
- 吉田松陰：前田剛
- 箕作阮甫：高瀨右光
- 多紀元堅：小和田貢平
- 多紀元琰：
- 戶塚静海：小室正幸
- 林洞海：小和田貢平
- 井上清直：高瀨右光
- 高橋多一郎：星野充昭
- 有村次左衛門：高瀨右光
- 佐野竹之助：木内秀信
- 旁白：中井貴一

### 製作人員
- 監督 - 杉井儀三郎
- 系列構成 - 浦畑達彦
- 人物設定、總作画監督 - 江口摩吏介
- 美術監督 - 金村勝義
- 攝影監督 - 白井久男
- 色彩設計 - 兒玉尚子
- 音樂 - 松居慶子
- 音響監督 - 藤山房伸
- 製作人 - 山下洋、大島満、田村学、丸山正雄
- 動畫制作 - MADHOUSE
- 企画制作 - 日本電視台
- 製作著作 - VAP、小学館

### 主題曲
片頭曲
- - 作曲、編曲 - 松居慶子

片尾曲
- - （第1話 - 第13話）作詞、作曲、編曲 - KEN NAKAMURA / 歌 - Charcoal
  - 「High Dive」（第14話 - 第25話）作詞、作曲、編曲 - 白岩萬里 / 歌 - Charcoal

### 各話列表
| 話数       | 日文標題 | 脚本       | 分鏡                | 演出                | 作画監督 | 播出日        |
| ---------- | -------- | ---------- | ------------------- | ------------------- | -------- | ------------- |
| 第一話     |          | 高屋敷英夫 | 杉井儀三郎          | 杉井儀三郎          |          | 2000年 4月4日 |
| 第二話     |          | 水上清資   | 永丘昭典            |                     | 河村明夫 | 4月11日       |
| 第三話     |          | 川嶋澄乃   | 青山弘              | 青山弘              | 大下久馬 | 4月18日       |
| 第四話     |          | 高屋敷英夫 | 江上潔              | 江上潔              |          | 4月25日       |
| 第五話     |          | 川嶋澄乃   | 杉井儀三郎 松尾衡   | 杉井儀三郎          |          | 5月2日        |
| 第六話     |          | 大久保智康 | 鄉敏治              | 鄉敏治              | 渡邊和夫 | 5月9日        |
| 第七話     |          | 川嶋澄乃   | 水草一馬            | 青木新一郎          | 河村明夫 | 5月16日       |
| 第八話     |          | 高屋敷英夫 | 水草一馬            | 增原光幸            | 太田雅彦 | 5月23日       |
| 第九話     |          | 川嶋澄乃   | 江上潔              | 江上潔              |          | 5月30日       |
| 第十話     |          | 川嶋澄乃   | 渕上真              | 渕上真              | 大下久馬 | 6月6日        |
| 第十一話   |          | 高屋敷英夫 | 葛岡博              | 鄉敏治              | 渡邊和夫 | 6月13日       |
| 第十二話   |          | 川嶋澄乃   | 小林治              | 土屋浩幸            | 河村明夫 | 6月20日       |
| 第十三話   |          | 高屋敷英夫 | 四分一節子          | 江上潔              |          | 6月27日       |
| 第十四話   |          | 川嶋澄乃   | 鄉敏治              | 鄉敏治              | 渡邊和夫 | 7月4日        |
| 第十五話   |          | 高屋敷英夫 | 渕上真              | 渕上真              | 才木康寬 | 7月11日       |
| 第十六話   |          | 川嶋澄乃   | 水草一馬            | 山本惠              | 梅原隆弘 | 7月18日       |
| 第十七話   |          | 高屋敷英夫 | 鄉敏治              | 鄉敏治              | 渡邊和夫 | 7月25日       |
| 第十八話   |          | 水上清資   | 小林治              | 增原光幸            | 岩井優器 | 8月1日        |
| 第十九話   |          | 川嶋澄乃   | 四分一節子          | 江上潔              |          | 8月8日        |
| 第二十話   |          | 水上清資   | 前田康成            | 有原誠治            | 北崎正浩 | 8月15日       |
| 第二十一話 |          | 川嶋澄乃   | 小林治              | 橋本三郎            | 西城隆詞 | 8月22日       |
| 第二十二話 |          | 高屋敷英夫 | 前田康成            |                     | 高橋昇   | 8月29日       |
| 第二十三話 |          | 水上清資   | 小林治              | 鄉敏治              | 渡邊和夫 | 9月5日        |
| 第二十四話 |          | 水上清資   | 水草一馬            | 真野玲              | 北崎正浩 | 9月12日       |
| 第二十五話 |          | 川嶋澄乃   | 前田康成 杉井儀三郎 | 杉井儀三郎 增原光幸 |          | 9月19日       |

### 原声唱片
動畫的原声音樂由松坂庆子演唱、松居和作曲、VAP 制作，于2000年6月21日发行。

## 电视剧
《向阳之树》也被改编成一部电视剧。它由前川洋一编剧、藤井隆导演，森下和清与后藤高久共同制作而成，全剧共12集，由NHK于2012年4月6日至6月22日播出。

### 演员表
- 市原隼人 饰 伊武谷万二郎
- 成宫宽贵 饰 手冢良庵
- 笹野高史 饰 手冢良仙
- 大冢忍 饰 阿つね
- 土屋裕一 饰 清河八郎
- 西冈德马 饰 伊武谷千三郎
- 池上季实子 饰 阿とね

来源： 